# Xylocopa madurensis
Xylocopa madurensis là một loài Hymenoptera trong họ Apidae. Loài này được Friese mô tả khoa học năm 1913.